# George Lyttelton, 4:e baron Lyttelton
George William Lyttelton, 4:e baron Lyttelton, född den 31 mars 1817, död den 19 april 1876 (genom självmord under sinnesförvirring), var en brittisk politiker och pedagog. Han var brorsons son till George Lyttelton, 1:e baron Lyttelton, son till Sarah Lyttelton, far till Charles Lyttelton, 8:e viscount Cobham, general Neville Lyttelton och cricketspelaren Alfred Lyttelton. 
Lyttelton, som ärvde lordtiteln 1837, blev 1834 lordlöjtnant i Worcestershire och var där oavlåtligt verksam för folkbildningens höjande genom inrättande av aftonskolor, arbetarinstitut med mera. Han var januari-juli 1846 understatssekreterare för kolonierna i Peels ministär och deltog med E.G. Wakefield i grundläggandet av det högkyrkliga kolonisamhället Canterbury på Nya Zeeland, där hamnstaden Lyttelton är uppkallad efter honom. Som regeringskommissarie för de statsunderstödda skolorna 1869-74 inlade Lyttelton stora förtjänster om Englands skolväsen. Han utgav jämte sin svåger W.E. Gladstone en samling översättningar från grekiska skalder (1839) och själv Ephemera (2 band, 1864-72).